# جمعیت‌شناسی قطر

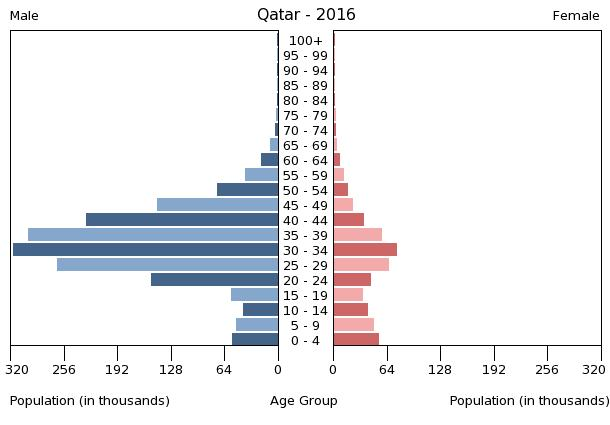
هرم جمعیت ۲۰۱۶

قطری‌ها (به عربی: قطريون)، اصالتاً بسیاری از اهالی قطری از قبایل مهاجر شبه‌جزیره عربستان هستند که در قرن هیجدهم از مناطق همجوار نجد و الحسا به قطر آمده‌اند؛ و درصدی از آنها از قبایل عمانی تبار هستند. براساس آمار اوایل سال ۲۰۱۷ قطر حدود ۲٫۶ میلیون نفر جمعیت دارد که اکثر آنها (حدود ۹۲٪) در دوحه زندگی می‌کنند. از این تعداد حدود ۸۸٪ از جمعیت را کارگران خارجی تشکیل می‌دهند که هندی‌ها بزرگترین گروه جمعیتی آنها را با حدود ۱٫۲۳۰٬۰۰۰ نفر تشکیل می‌دهند. با این حال، سازمان بین المللی کار گزارشی را در نوامبر ۲۰۲۲ منتشر کرد که شامل اصلاحات متعدد توسط قطر برای کارگران مهاجر این کشور بود. ین اصلاحات شامل ایجاد حداقل دستمزد، مقررات حمایت از دستمزد، بهبود دسترسی کارگران به عدالت و غیره بود. این اصلاحات شامل داده های چهار سال گذشته پیشرفت در شرایط کارگران قطر بود. این گزارش همچنین نشان داد که آزادی تغییر شغل، اجرای ایمنی و بهداشت کار و بازرسی کار و همچنین تلاش لازم از سوی ملت آغاز شده است. مصری ها و فیلیپینی ها بزرگترین گروه مهاجر غیر آسیای جنوبی در قطر هستند. 
قطری‌ها عمدتاً مسلمان سنی هستند. اسلام دین رسمی است و فقه اسلامی اساس نظام حقوقی قطر است. اقلیت قابل توجهی از جمعیت هندو هستند. زبان عربی زبان رسمی و زبان انگلیسی تجاری کشور است. تعداد گویشوران هندی و اردو در کشور بسیار زیاد است که اکثراً توسط کارگران خارجی آسیای جنوبی استفاده می‌شود. آموزش برای همه شهروندان ۶ تا ۱۶ ساله اجباری و رایگان است. نرخ سواد آموزی در قطر به شدت رو به افزایش است.

## قومیت
| گروه‌های قومیتی در قطر(2004) | گروه‌های قومیتی در قطر(2004) | گروه‌های قومیتی در قطر(2004) | گروه‌های قومیتی در قطر(2004) | گروه‌های قومیتی در قطر(2004) |
| --------------------------- | --------------------------- | --------------------------- | --------------------------- | --------------------------- |
| گروه‌های قومیتی              |                             |                             |                             |                             |
| عرب                         | عرب                         |                             | ۴۰٪                         | ۴۰٪                         |
| هندی                        | هندی                        |                             | ۱۸٪                         | ۱۸٪                         |
| سایر                        | سایر                        |                             | ۱۴٪                         | ۱۴٪                         |
| ایرانی                      | ایرانی                      |                             | ۱۰٪                         | ۱۰٪                         |
| پاکستانی                    | پاکستانی                    |                             | ۸٫۵٪                        | ۸٫۵٪                        |

قطری‌ها را می‌توان به سه گروه قومی تقسیم کرد: بادیه نشین‌ها، هادارها و تبار آفریقایی‌ها. بادیه نشینان از تبار عشایر شبه جزیره عربستان اند.

## براساس ملیت
طبق گزارش ۲۰۱۱–۲۰۱۴ سازمان بین‌المللی مهاجرت، ۱۷۶٬۷۴۸ شهروند نپالی از قوم مادزی به عنوان کارگران مهاجر در قطر زندگی می‌کردند. و از سال ۲۰۱۲ نیز، حدود ۷۰۰۰ تبعه ترکیه در قطر زندگی می‌کنند.
از سال ۲۰۱۶، حدود ۱۰۰۰ تبعه و فرزندان کلمبیا در قطر زندگی می‌کنند.

## آمار حیاتی

### تخمین‌های سازمان ملل[۱۲]
| دوره زمانی | زایمان زنده در هر سال | مرگ و میر در سال | تغییر طبیعی در هر سال | CBR * | CDR * | NC * | TFR * | IMR * |
| --- | --------------------- | ---------------- | --------------------- | ----- | ----- | ---- | ----- | ----- |
| ۱۹۵۰–۱۹۵۵ | ۱۰۰۰                  | ۰                | ۱۰۰۰                  | ۴۷٫۵  | ۱۳٫۸  | ۳۳٫۷ | ۶٫۹۷  | ۱۲۶   |
| ۱۹۵۵–۱۹۶۰ | ۲۰۰۰                  | ۰                | ۱۰۰۰                  | ۴۴٫۳  | ۱۱٫۳  | ۳۳٫۰ | ۶٫۹۷  | ۱۱۰   |
| ۱۹۶۰–۱۹۶۵ | ۲۰۰۰                  | ۱۰۰۰             | ۲۰۰۰                  | ۴۱٫۰  | ۸٫۸   | ۳۲٫۱ | ۶٫۹۷  | ۹۰    |
| ۱۹۶۵–۱۹۷۰ | ۴۰۰۰                  | ۱۰۰۰             | ۳۰۰۰                  | ۳۸٫۶  | ۶٫۸   | ۳۱٫۸ | ۶٫۹۷  | ۷۱    |
| ۱۹۷۰–۱۹۷۵ | ۵۰۰۰                  | ۱۰۰۰             | ۴۰۰۰                  | ۳۴٫۸  | ۵٫۲   | ۲۹٫۶ | ۶٫۷۷  | ۵۳    |
| ۱۹۷۵–۱۹۸۰ | ۷۰۰۰                  | ۱۰۰۰             | ۶۰۰۰                  | ۳۵٫۷  | ۴٫۰   | ۳۱٫۷ | ۶٫۱۱  | ۳۸    |
| ۱۹۸۰–۱۹۸۵ | ۱۰۰۰                  | ۱۰۰۰             | ۹۰۰۰                  | ۳۳٫۲  | ۳٫۱   | ۳۰٫۱ | ۵٫۴۵  | ۲۸    |
| ۱۹۸۵–۱۹۹۰ | ۱۱۰۰۰                 | ۱۰۰۰             | ۱۰۰۰۰                 | ۲۵٫۴  | ۲٫۵   | ۲۲٫۹ | ۴٫۵۰  | ۲۳    |
| ۱۹۹۰–۱۹۹۵ | ۱۱۰۰۰                 | ۱۰۰۰             | ۱۰۰۰۰                 | ۲۲٫۸  | ۲٫۲   | ۲۰٫۶ | ۴٫۰۱  | ۱۸    |
| ۲۰۰۰–۲۰۰۰ | ۱۰۰۰۰                 | ۱۰۰۰             | ۹۰۰۰                  | ۱۹٫۲  | ۲٫۱   | ۱۷٫۱ | ۳٫۳۰  | ۱۴    |
| ۲۰۰۰–۲۰۰۵ | ۱۳۰۰۰                 | ۱۰۰۰             | ۱۲۰۰۰                 | ۱۸٫۸  | ۱٫۹   | ۱۶٫۹ | ۳٫۰۱  | ۱۱    |
| ۲۰۰۵–۲۰۱۰ | ۱۸۰۰۰                 | ۲۰۰۰             | ۱۶۰۰۰                 | ۱۴٫۱  | ۱٫۶   | ۱۲٫۵ | ۲٫۴۰  | ۹     |
| * CBR = نرخ تولد (به ازای هر ۱۰۰۰)؛ CDR = میزان مرگ و میر (به ازای هر ۱۰۰۰)؛ NC = تغییر طبیعی (در هر ۱۰۰۰)؛ IMR = میزان مرگ و میر نوزادان در هر ۱۰۰۰ تولد؛ TFR = میزان باروری کل (تعداد فرزندان در هر زن) |                       |                  |                       |       |       |      |       |       |

### تولدها و وفات ثبت شده[۱۳][۱۴]
|      | متوسط جمعیت (x1000) | تولد زنده | مرگ  | تغییرات | میزان تولد (در نفر۱۰۰۰) | نرخ مرگ (در نفر۱۰۰۰) | تغییر طبیعی (در نفر۱۰۰۰) |
| ۱۹۷۰ | ۱۰۸                 | ۳۶۱۶      | ۴۶۴  | ۳۱۵۲    | ۳۳٫۴                    | ۴٫۳                  | ۲۹٫۱                     |
| ۱۹۷۱ | ۱۱۸                 | ۳۹۲۱      | ۴۹۱  | ۳۴۳۰    | ۳۳٫۲                    | ۴٫۲                  | ۲۹٫۰                     |
| ۱۹۷۲ | ۱۲۹                 | ۴۰۳۸      | ۵۶۳  | ۳۴۷۵    | ۳۱٫۲                    | ۴٫۴                  | ۲۶٫۸                     |
| ۱۹۷۳ | ۱۴۱                 | ۴۳۶۷      | ۶۶۰  | ۳۷۰۷    | ۳۱٫۰                    | ۴٫۷                  | ۲۶٫۳                     |
| ۱۹۷۴ | ۱۵۲                 | ۴۵۶۲      | ۶۸۸  | ۳۸۷۴    | ۳۰٫۰                    | ۴٫۵                  | ۲۵٫۵                     |
| ۱۹۷۵ | ۱۶۳                 | ۴۵۵۹      | ۶۰۰  | ۳۹۵۹    | ۲۸٫۰                    | ۳٫۷                  | ۲۴٫۳                     |
| ۱۹۷۶ | ۱۷۲                 | ۴۸۹۳      | ۶۰۹  | ۴۲۸۴    | ۲۸٫۴                    | ۳٫۵                  | ۲۴٫۹                     |
| ۱۹۷۷ | ۱۸۱                 | ۵۳۱۳      | ۶۸۶  | ۴۶۲۷    | ۲۹٫۴                    | ۳٫۸                  | ۲۵٫۶                     |
| ۱۹۷۸ | ۱۹۰                 | ۵۹۷۷      | ۶۴۵  | ۵۳۳۲    | ۳۱٫۴                    | ۳٫۴                  | ۲۸٫۰                     |
| ۱۹۷۹ | ۲۰۳                 | ۶۰۵۷      | ۷۰۹  | ۵۳۴۸    | ۲۹٫۸                    | ۳٫۵                  | ۲۶٫۳                     |
| ۱۹۸۰ | ۲۲۲                 | ۶۷۵۰      | ۶۶۲  | ۶۰۸۸    | ۳۰٫۵                    | ۳٫۰                  | ۲۷٫۵                     |
| ۱۹۸۱ | ۲۴۶                 | ۷۱۹۲      | ۷۲۵  | ۶۴۶۷    | ۲۹٫۳                    | ۳٫۰                  | ۲۶٫۳                     |
| ۱۹۸۲ | ۲۷۵                 | ۸۰۳۲      | ۷۸۹  | ۷۲۴۳    | ۲۹٫۲                    | ۲٫۹                  | ۲۶٫۳                     |
| ۱۹۸۳ | ۳۰۷                 | ۸۲۶۱      | ۸۰۳  | ۷۴۵۸    | ۲۶٫۹                    | ۲٫۶                  | ۲۴٫۳                     |
| ۱۹۸۴ | ۳۳۸                 | ۸۶۱۳      | ۶۴۲  | ۷۹۷۱    | ۲۵٫۵                    | ۱٫۹                  | ۲۳٫۶                     |
| ۱۹۸۵ | ۳۶۸                 | ۹۲۲۵      | ۷۹۴  | ۸۴۳۱    | ۲۵٫۱                    | ۲٫۲                  | ۲۲٫۹                     |
| ۱۹۸۶ | ۳۹۵                 | ۹۹۴۲      | ۷۸۴  | ۹۱۵۸    | ۲۵٫۲                    | ۲٫۰                  | ۲۳٫۲                     |
| ۱۹۸۷ | ۴۲۰                 | ۹۹۱۹      | ۷۸۸  | ۹۱۳۱    | ۲۳٫۶                    | ۱٫۹                  | ۲۱٫۷                     |
| ۱۹۸۸ | ۴۴۲                 | ۱۰۸۴۲     | ۸۶۱  | ۹۹۸۱    | ۲۴٫۵                    | ۱٫۹                  | ۲۲٫۶                     |
| ۱۹۸۹ | ۴۶۰                 | ۱۰۹۰۸     | ۸۴۷  | ۱۰۰۶۱   | ۲۳٫۷                    | ۱٫۸                  | ۲۱٫۹                     |
| ۱۹۹۰ | ۴۷۴                 | ۱۱۰۲۲     | ۸۷۱  | ۱۰۱۵۱   | ۲۳٫۳                    | ۱٫۸                  | ۲۱٫۵                     |
| ۱۹۹۱ | ۴۸۳                 | ۹۷۵۶      | ۸۸۳  | ۸۸۷۳    | ۲۰٫۲                    | ۱٫۸                  | ۱۸٫۴                     |
| ۱۹۹۲ | ۴۸۸                 | ۱۰۴۵۹     | ۹۴۴  | ۹۵۱۵    | ۲۱٫۴                    | ۱٫۹                  | ۱۹٫۵                     |
| ۱۹۹۳ | ۴۹۱                 | ۱۰۸۲۲     | ۹۱۳  | ۹۹۰۹    | ۲۲٫۰                    | ۱٫۹                  | ۲۰٫۱                     |
| ۱۹۹۴ | ۴۹۵                 | ۱۰۵۶۱     | ۹۶۴  | ۹۵۹۷    | ۲۱٫۳                    | ۱٫۹                  | ۱۹٫۴                     |
| ۱۹۹۵ | ۵۰۱                 | ۱۰۳۷۱     | ۱۰۰۰ | ۹۳۷۱    | ۲۰٫۷                    | ۲٫۰                  | ۱۸٫۷                     |
| ۱۹۹۶ | ۵۱۲                 | ۱۰۳۱۷     | ۱۰۱۵ | ۹۳۰۲    | ۲۰٫۱                    | ۲٫۰                  | ۱۸٫۱                     |
| ۱۹۹۷ | ۵۲۹                 | ۱۰۴۴۷     | ۱۰۶۰ | ۹۳۸۷    | ۱۹٫۸                    | ۲٫۰                  | ۱۷٫۸                     |
| ۱۹۹۸ | ۵۴۹                 | ۱۰۷۸۱     | ۱۱۵۷ | ۹۶۲۴    | ۱۹٫۶                    | ۲٫۱                  | ۱۷٫۵                     |
| ۱۹۹۹ | ۵۷۰                 | ۱۰۸۴۶     | ۱۱۴۸ | ۹۶۹۸    | ۱۹٫۰                    | ۲٫۰                  | ۱۷٫۰                     |
| ۲۰۰۰ | ۵۹۱                 | ۱۱۴۳۸     | ۱۱۷۳ | ۱۰۲۶۵   | ۱۹٫۴                    | ۲٫۰                  | ۱۷٫۴                     |
| ۲۰۰۱ | ۶۰۸                 | ۱۲۳۵۵     | ۱۲۱۰ | ۱۱۱۴۵   | ۲۰٫۳                    | ۲٫۰                  | ۱۸٫۳                     |
| ۲۰۰۲ | ۶۲۴                 | ۱۲۳۸۸     | ۱۲۲۰ | ۱۱۱۶۸   | ۱۹٫۸                    | ۲٫۰                  | ۱۷٫۸                     |
| ۲۰۰۳ | ۶۵۴                 | ۱۳۰۲۶     | ۱۳۱۱ | ۱۱۷۱۵   | ۱۹٫۹                    | ۲٫۰                  | ۱۷٫۹                     |
| ۲۰۰۴ | ۷۱۵                 | ۱۳۵۸۹     | ۱۳۴۱ | ۱۲۲۴۸   | ۱۹٫۰                    | ۱٫۹                  | ۱۷٫۱                     |
| ۲۰۰۵ | ۸۲۱                 | ۱۳۵۱۴     | ۱۵۴۵ | ۱۱۹۶۹   | ۱۶٫۵                    | ۱٫۹                  | ۱۴٫۶                     |
| ۲۰۰۶ | ۹۷۸                 | ۱۴۲۰۴     | ۱۷۵۰ | ۱۲۴۵۴   | ۱۴٫۵                    | ۱٫۸                  | ۱۲٫۷                     |
| ۲۰۰۷ | ۱۱۷۸                | ۱۵۶۹۵     | ۱۷۷۶ | ۱۳۹۱۹   | ۱۳٫۳                    | ۱٫۵                  | ۱۱٫۸                     |
| ۲۰۰۸ | ۱۴۴۸                | ۱۷۴۸۰     | ۱۹۴۲ | ۱۵۵۳۸   | ۱۲٫۱                    | ۱٫۳                  | ۱۰٫۸                     |
| ۲۰۰۹ | ۱۶۳۹                | ۱۸۳۵۱     | ۲۰۰۸ | ۱۶۳۴۳   | ۱۱٫۲                    | ۱٫۲                  | ۱۰٫۰                     |
| ۲۰۱۰ | ۱۷۱۵                | ۱۹۵۰۴     | ۱۹۷۰ | ۱۷۵۳۴   | ۱۱٫۴                    | ۱٫۱                  | ۱۰٫۳                     |
| ۲۰۱۱ | ۱۷۳۳                | ۲۰۸۰۲     | ۱۹۴۹ | ۱۸۸۵۳   | ۱۲٫۰                    | ۱٫۱                  | ۱۰٫۹                     |
| ۲۰۱۲ |                     | ۲۱۴۲۳     | ۲۰۳۱ | ۱۹۳۹۲   | ۱۱٫۷                    | ۱٫۱                  | ۱۰٫۶                     |
| ۲۰۱۳ |                     |           |      |         |                         |                      |                          |
| ۲۰۱۴ |                     | ۲۵۴۴۳     | ۲۳۶۶ | ۲۳۰۰۷   | ۱۱٫۵                    | ۱٫۱                  | ۱۰٫۴                     |
| ۲۰۱۵ |                     | ۲۶۶۲۲     | ۲۳۱۷ | ۲۴۳۰۵   |                         |                      |                          |
| ۲۰۱۶ |                     | ۲۴۸۹۵     | ۲۳۳۹ | ۲۲۵۵۶   | ۹٫۵                     | ۰٫۹                  | ۸٫۶                      |
| ۲۰۱۷ |                     | ۲۵۹۰۶     | ۲۲۹۴ | ۲۳۶۱۲   | ۹٫۵                     | ۰٫۸                  | ۸٫۷                      |
| ۲۰۱۸ |                     | ۲۵۵۱۳     | ۲۳۲۰ | ۲۳۱۹۳   | ۹٫۲                     | ۰٫۸                  | ۸٫۴                      |

### امید به زندگی
| دوره زمانی | امید به زندگی | دوره زمانی | امید به زندگی |
| ---------- | ------------- | ---------- | ------------- |
| ۱۹۵۰–۱۹۵۵  | ۵۵٫۲          | ۱۹۸۵–۱۹۹۰  | ۷۴٫۵          |
| ۱۹۵۵–۱۹۶۰  | ۵۹٫۲          | ۱۹۹۰–۱۹۹۵  | ۷۵٫۳          |
| ۱۹۶۰–۱۹۶۵  | ۶۲٫۹          | ۲۰۰۰–۱۰۰۰  | ۷۶٫۰          |
| ۱۹۶۵–۱۹۷۰  | ۶۶٫۶          | ۲۰۰۰–۲۰۰۵  | ۷۶٫۶          |
| ۱۹۷۰–۱۹۷۵  | ۶۹٫۷          | ۲۰۰۵–۲۰۱۰  | ۷۶٫۹          |
| ۱۹۷۵–۱۹۸۰  | ۷۱٫۸          | ۲۰۱۰–۲۰۱۵  | ۷۷٫۶          |
| ۱۹۸۰–۱۹۸۵  | ۷۳٫۴          |            |               |

منبع: چشم‌انداز جمعیت جهانی سازمان ملل

## آمار جمعیتی CIA World Factbook
آمار دموگرافیک زیر از دفترچه اطلاعات CIA است

### جمعیت
- ۲٬۱۲۳٬۱۶۰ (ژوئیه 2014 est.) قطر ۱۴۶ مین کشور پرجمعیت است.[۱۶]
- ۲٬۳۱۴٬۳۰۷ (ژوئیه 2017 est.) قطر ۱۴۳ مین کشور پرجمعیت است.

### ساختار سنی
- ۰ تا ۱۴ سال: ۱۲٫۶۳٪ (مرد ۱۴۸٬۰۲۱ / زن ۱۴۴٬۲۵۲)
- ۱۵–۲۴ سال: ۳۵/۱۲ درصد (مرد ۲۰۶٫۰۵۵ / زن ۷۹٬۸۵۹)
- ۲۵–۵۴ سال: ۷۰٫۵۹٪ (مرد ۱٬۳۵۹٬۳۸۳ / زن ۲۷۴٬۳۳۴)
- ۵۵–۶۴ سال: ۳٫۴۲٪ (مرد ۶۱٫۰۵۱ / زن ۱۸٫۲۰۳)
- ۶۵ سال و بالاتر: ۱٪ (مرد ۱۴٫۹۳۲ / زن 8.217) (2017 est.)

### نرخ رشد جمعیت
- 2.27% (2017 est.)
- ۹٫۵۶٪ - بانک جهانی (۲۰۰۹ ارزیابی))
- 3.58% - CIA World FactBook (۲۰۱۴ تخمین زده می‌شود)
- ۲٫۱۱٪ - فهرست ۲۰۰۵–۲۰۱۰ توسط سازمان ملل

### نسبت جنسی
- هنگام تولد: ۱٫۰۲ مرد / زن
- ۰–۱۴ سال: ۱٫۰۳ مرد / زن
- ۲۴–۲۴ سال: ۲٫۶۴ مرد / زن
- ۲۵–۵۴ سال: ۴٫۹۱ مرد / زن
- ۵۵–۶۴ سال: ۳٫۳۸ مرد / زن
- ۶۵ سال به بالا: ۱٫۷۱ مرد / زن
- کل جمعیت: ۳٫۴۱ مرد / زن (۲۰۱۷ ارزیابی).)

### طول متوسط زندگی (امید به زندگی در بدو تولد)
- میانگین: ۷۸٫۹ سال
- مردان: ۷۶٫۸ سال
- زنان: ۸۱ سال (۲۰۱۷ است)

### میزان باروری کل
- ۲٫۰۸ کودک به ازای هر ۱ زن متولد شده‌اند (۲۰۱۰ ۲۰۱۰)) (قطری‌ها: ۳٫۵۹ کودک / زن، اتباع بیگانه: ۱٫۷۵ کودک / زن)

### ملیت
- اسم: قطر(ها)
- صفت: قطری

### گروه‌های قومی
- قطر ۱۲٫۱۰٪
- هندی۲۵٫۰۰٪
- پاکستان ۴٫۸۰٪
- ایرانی۱٫۵۰٪

منابع دیگر

### ادیان
- اسلام ۶۷٫۷٪ - سلفی اکثریت سنی[۱۹]
- هندو ۱۳٫۸٪
- مسیحی ۱۳٫۸٪
- بودایی ۳٫۱٪

### زبان‌ها
عربی طبق ماده ۱ قانون اساسی ، زبان رسمی قطر است.
انگلیسی زبان دوم قطر است و در تجارت بسیار متداول است. به دلیل تنوع قومی ساکن در قطر انگلیسی به عنوان مناسب‌ترین وسیله برای ارتباط افراد در کشور مورد استفاده قرار می‌گیرد. پیشینه استفاده از زبان انگلیسی به دوران استعمار و حضور بریتانیا در منطقه بر می‌گردد. یکی از این معاهدات، پروتکل ۱۹۱۶ است که بین عبدالله بن جاسم آل ثانی و نماینده انگلیس پرسی کاکس منعقد شد، که براساس آن قطر در ازای حمایت، تحت مدیریت انگلیس قرار می‌گرفت. توافق‌نامه دیگری که به زبان انگلیسی تهیه شده‌است در سال ۱۹۳۲ منعقد شد و بین دولت قطر و شرکت نفت ایران و انگلیس امضا شد. این توافق‌نامه‌ها عمدتاً توسط مترجمان خارجی تسهیل می‌شدند قطری‌ها در آن زمان امکان تهیه چنین عهده نامه‌ها و قراردادهای پیچیده‌ای را نداشتند. به عنوان مثال، یک مترجم به نام AA Hilmy توافق‌نامه ۱۹۳۲ را برای قطر تفسیر کرد.
زبان‌های هندی، اردو، تاگالوگ، بنگالی و مالایایی معمولاً در بین مهاجران آسیایی استفاده می‌شود. در سال ۲۰۱۵، تعداد روزنامه‌ها به زبان مالاییایی چاپ شد به مراتب بیشتر از تعداد نشریات به عربی یا انگلیسی بود.

### سواد
- تعریف: سن> ۱۵ می‌توانند بخوانند و بنویسند
- کل جمعیت: ۹۷٫۳٪
- مردان: ۹۷٫۴٪
- زنان: ۹۶٫۸٪ (۲۰۱۵ ۲۰۱۵))

### چاقی - میزان شیوع بزرگسالان
- ۳۵٫۱٪ (۲۰۱۶)

## موارد بیشتر
- اندروز، پیتر A. «بدوئین‌های قطر». (۱۹۹۹)